# Blir du lönsam, lille vän?
Blir du lönsam, lille vän? är en målning från 1972 av Peter Tillberg.
Den fotorealistiska målningen visar elever i ett klassrum  i en svensk skola framifrån, målad i bleka färger. Eleverna, med sina gråa ansikten, tittar håglöst på sin lärare, utom en flicka i fönsterraden, som drömmande tittar ut genom fönstret på det gråtunga landskapet. Bilden med 27 fjärdeklassare i ett modernistiskt klassrum, flertalet från en klass i Korsavadskolan i Simrishamn, gjord med det höga perspektiv som tidigare var vanligt vid tagning av klassfoton.
Peter Tillberg inspirerades till motivet av Peter Mosskins låt Är du lönsam lille vän (och för vem?) från den svenska proggruppen Gläns över sjö & strands debutalbum Är du lönsam lille vän från 1970. Låten var en inlägg i debatten om landsbygdens utarmning efter den då pågående samhällsomvandlingen.
Målningen, som är tre meter lång och två meter hög, köptes av Moderna museet i Stockholm. Den skadades och fick ett hål genom duken i samband med en utlåning till en utställning i Polen 1973 och renoverades av en konservator på Moderna museets konservatorer och av Peter Tillberg.
| ”                | För mig är det en bild av hur det var att gå i skolan på 1950-talet. ... Det är en berättelse från min barndom. | „ |
| – Peter Tillberg | |   |